# Moralina

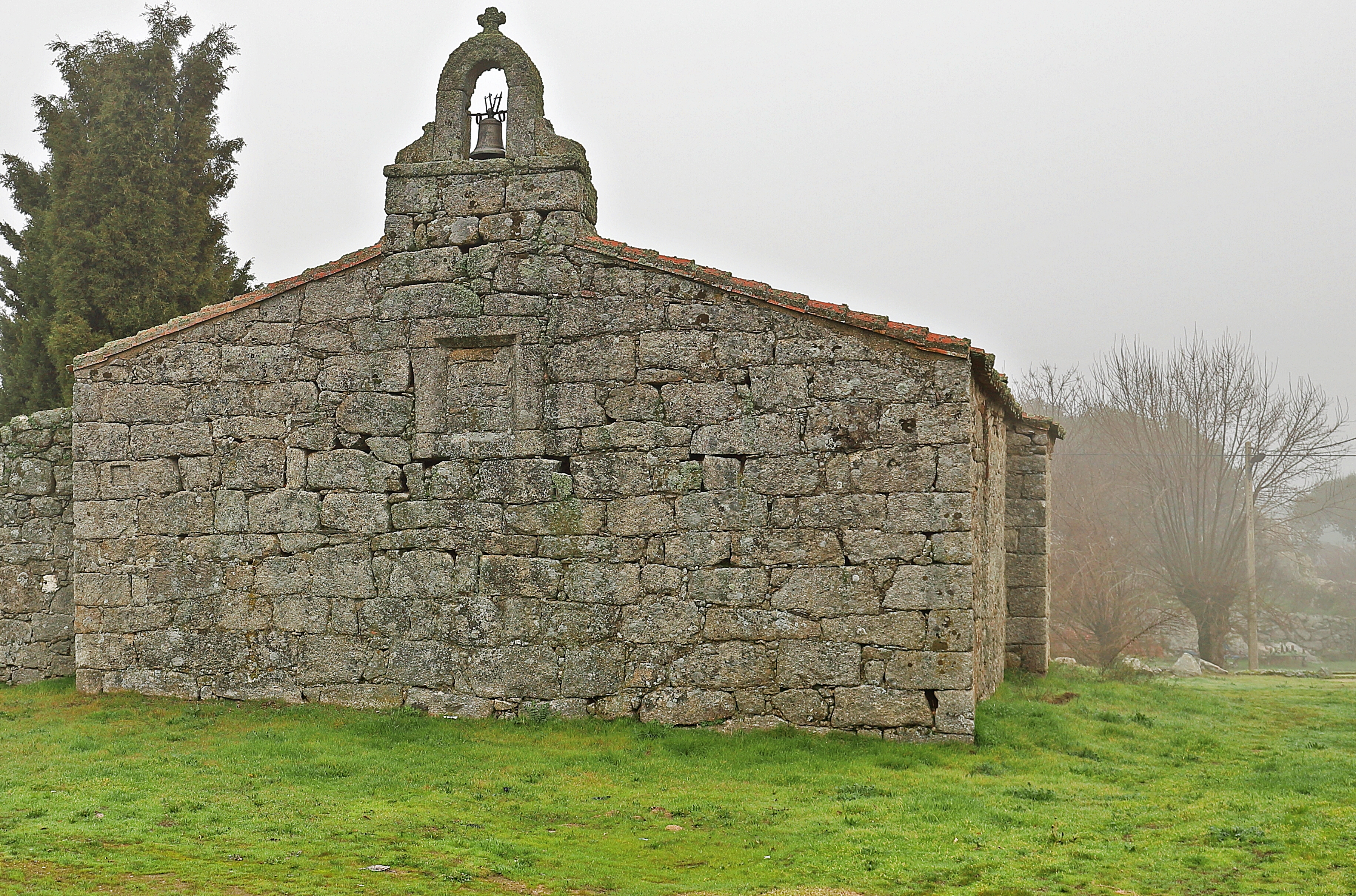
Moralina – Ermita del Cristo

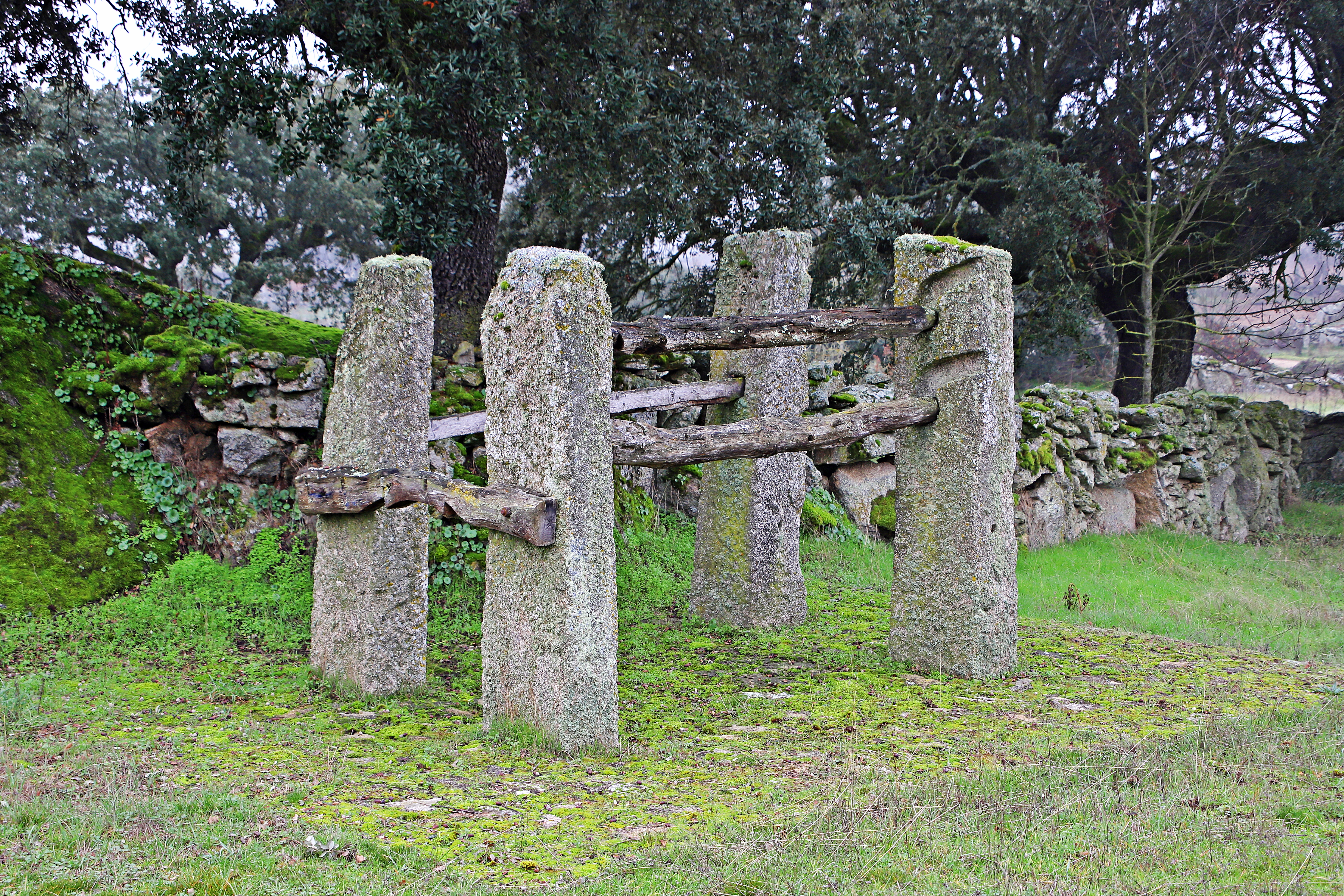
Moralina – Klauenstand (potro de herrar)

Moralina (= „kleiner Maulbeerbaum“) oder Moralina de Sayago ist ein nordwestspanischer Ort und eine Gemeinde (municipio) mit nur noch 219 Einwohnern (Stand: 2024) in der Provinz Zamora in der Autonomen Gemeinschaft Kastilien-León.

## Lage
Der Ort Moralina liegt im Naturpark Arribes del Duero im Südwesten der Provinz Zamora nahe der Grenze zu Portugal in einer Höhe von ca. 765 m in der alten Kulturlandschaft Sayago. Das Tal des Río Duero ist gut 2 km (Luftlinie) entfernt, liegt aber ca. 300 m tiefer. Die Provinzhauptstadt Zamora befindet sich gut 40 km (Fahrtstrecke) in östlicher Richtung; wohingegen die portugiesische Grenzstadt Miranda do Douro nur etwa 15 km in westlicher Richtung entfernt ist. Das gemäßigte Klima wird zeitweise vom Atlantik beeinflusst; Regen (ca. 550 mm/Jahr) fällt vorwiegend im Winterhalbjahr.

## Bevölkerungsentwicklung
| Jahr      | 1857 | 1900 | 1950 | 2000 | 2020 |
| Einwohner | 540  | 673  | 670  | 410  | 241  |

Infolge der Mechanisierung der Landwirtschaft, der Aufgabe von bäuerlichen Kleinbetrieben („Höfesterben“) und der daraus resultierenden Arbeitslosigkeit auf dem Lande ist die Bevölkerung seit den 1950er Jahren kontinuierlich auf den derzeitigen Tiefststand zurückgegangen.

## Wirtschaft
Die Landwirtschaft, vor allem die Anpflanzung von Oliven- und Obstbäumen und die Züchtung von Rindern, spielt traditionell die größte Rolle im Wirtschaftsleben der Gemeinde. Einnahmen aus dem Tourismus in Form der Vermietung von als Ferienwohnungen (casas rurales) genutzten leerstehenden Häusern sind in den letzten Jahrzehnten hinzugekommen.

## Geschichte
Bereits in vorrömischer Zeit siedelten hier Stammesgruppen vom keltischen Volk der Vettonen; aus römischer, westgotischer und islamischer Zeit sind keine Funde bekannt. Die Rückeroberung (reconquista) der nur dünn besiedelten und abgelegenen Gebiete im 10. bis 12. Jahrhundert verlief weitgehend kampflos; danach begann die Wieder- – oder besser – Neubesiedlung (repoblación) der Region.

## Sehenswürdigkeiten
- Die Iglesia de San Miguel ist ein einschiffiger romanischer Bau aus dem 12./13. Jahrhundert mit zweigeteiltem Glockengiebel (espadaña) und später hinzugefügtem erhöhtem Chorbereich. Zu einem unbestimmten Zeitpunkt wurde der Eingang auf die Südseite verlegt und das Westportal vermauert. Im Innern der Kirche wird ein farbig gefasster Kruzifixus verehrt, der ursprünglich aus der Ermita del Cristo stammt.[3]
- Die äußerlich schmucklose, aber von einem kleinen barocken Glockengiebel überhöhte Ermita del Cristo de la Veiga steht beim örtlichen Friedhof (cementerio).
- Am Ortsrand steht ein aus vier senkrechten Granitsteinen und Verbindungshölzern bestehender Klauenstand (potro de herrar) zur Pflege der Huftiere.